# Didier Michaux
Pour les articles homonymes, voir Michaux.
 (novembre 2017).
Si vous disposez d'ouvrages ou d'articles de référence ou si vous connaissez des sites web de qualité traitant du thème abordé ici, merci de compléter l'article en donnant les références utiles à sa vérifiabilité et en les liant à la section « Notes et références ».
Didier Michaux, né le 17 mars 1944 à Breteuil (Oise) et mort le 24 juillet 2022 à Caen, est un docteur en psychologie, hypnothérapeute français. 
Fondateur de l'Institut Français d'Hypnose (IFH). 

## Biographie
En 1972, il effectue un séjour d’étude de trois mois aux États-Unis à Stanford, dans le laboratoire dirigé par le Professeur Ernest Hilgard, à Philadelphie au Pennsylvania Institute (Dr Martin Orne) et à Boston dans le laboratoire dirigé par T.X. Barber.
Il soutient en 1982 une thèse de doctorat intitulée « aspects expérimentaux et cliniques de l’hypnose ».
De 1975 à 1989, il collabore avec Léon Chertok à de nombreuses recherches[réf. souhaitée].
Il intègre le CNRS en 1982 et y poursuit son activité de recherche jusqu’en 1989. Parmi les thèmes abordés durant ces recherches, on peut citer :
- étude des relations entre la suggestion et l’hypnose ;
- hypnose et douleur ;
- mémorisation et hypnose ;
- thermorégulation et hypnose ;
- les représentations de l’hypnose.

En 1990, il crée l’Institut Français d’Hypnose. Il étend alors le champ de la formation à l’hypnose aux professions médicales et propose un cursus de formation à l’hypnoanalgésie et à l’hypnosomatique en parallèle du cursus d’hypnothérapie[réf. souhaitée].
Il soutient également une approche plurielle de l’hypnose et s’entourera pour cette raison de praticiens spécialisés dans les différents courants théoriques de l’hypnose : hypnose ericksonienne, hypnoanalyse, hypno-onirisme, hypnose et TCC…
Professeur associé de psychologie clinique[réf. souhaitée] à l’université Paris X, il assure des enseignements dans ce champ de 1991 à 1998.
En 2003, il organise la réédition des deux textes fondateurs du Marquis de Puységur : « Mémoires pour servir à l’histoire et à l’établissement du magnétisme animal… » (1784-1785).
Par ailleurs, il participe activement au GEAMH (Groupement pour l’étude et les applications médicales de l’hypnose), d’abord en tant que directeur scientifique (1999-2004), puis, en tant que président (depuis 2005). Il contribue dans ce cadre à l’organisation de colloques sur le thème de l’hypnose et dirige les publications des actes de ces colloques :
- La transe et l’hypnose (1995),
- Hypnose, langage et communication (1998),
- Douleur et hypnose (2004),
- Hypnose et dissociation psychique (2006).

### Livres ou chapitres d'ouvrages
- Manuel d'hypnose pour les professions de santé avec Y Halfon et C Wood (2007). Paris, Maloine,  (ISBN 978-2-224-02911-1)
- Traité d’hypnothérapie avec A. Bioy (dir.) (2007). Paris, Dunod  (ISBN 978-2-10-050179-3)
- Hypnose et dissociation psychique. (Dir.) (2006). Paris, Imago  (ISBN 2-84952-038-1)
- Douleur et hypnose. (Dir.) (2004). Paris, Imago  (ISBN 2-911416-93-7)
- Aux sources de l'hypnose (Dir.) (2003), réédition des deux textes fondateurs du Marquis de Puységur (Mémoires pour servir à l’histoire et à l’établissement du magnétisme animal, Suite des mémoires), Paris, Imago.  (ISBN 2-911416-80-5)
- Hypnose, Langage et Communication.  (Dir.) (1998) Paris, Imago.  (ISBN 2-911416-12-0)
- La Transe et l'Hypnose. (Dir.) (1995)-Paris, Imago.  (ISBN 2-902702-94-9)
- « Hypnose : le conflit phénomène / représentation sociale et ses enjeux », p. 57-108, in: Isabelle Stengers (dir.), Importance de l'hypnose, Paris, Les Empêcheurs de Penser en Rond, 1993.
- « Au-delà de la représentation sociale de l'hypnose : un phénomène aux formes multiples », in: Léon Chertok (dir.), Résurgence de l'hypnose, Paris, Desclée de Brouwer, 1984, p. 123-135.

### Thèse
- Aspects expérimentaux et cliniques de l'hypnose. 1982, Paris, université Paris-VII, 750 p. (thèse pour le doctorat de 3e cycle).

### Quelques articles
- « La représentation sociale de l’hypnose, conséquences sur la connaissance et la pratique de l’hypnose » Perspectives psychiatriques 2005;44(5):341-5.
- « Mesure de l'hypnose et formes d'hypnose », Phoenix, 1991, 11-12, p. 101-105.
- (en) « Toward a new paradigm of hypnosis: A model combining the social-psychological and special-process paradigm » Behav. Brain Sci., 1988, 11:4, p. 712-714.
- « L'hypnose et ses applications », avec Léon Chertok Revue française des affaires sociales, no  hors série: Médecines différentes, 1986, 175-186.
- « Hypnose et inconscient: approche expérimentale et clinique », avec Léon Chertok, Perspectives psychiatriques, 1983, 91, 91-96.
- « Les quatre formes de l'hypnose ». Science et Vie (numéro hors série : Le sommeil et les rêves), 1983, 142, 143-151.
- « Thérapie et Hypnose », Santé Mentale, numéro spécial sur l'Hypnose, 1978, p. 45-53.
- (en) « Dynamics of hypnotic analgesia: some new data » avec Chertok, L., Droin, M.C. (1976).-. The Journal of Nervous and Mental Disease, 164, p. 88-96.
- « Douleur et hypnose » avec Léon Chertok, Droin MC, L'Évolution psychiatrique 1976;1:143-164.

### Films
- Le corps et la raison, avec Léon Chertok, 1990.